# Nekrolog 1690
Nekrolog
◄◄
| ◄
| 1686
| 1687
| 1688
| 1689
| 1690 | 1691 | 1692 | 1693 | 1694 | ► | ►►
Weitere Ereignisse | Allgemeiner Nekrolog 1690
Die Beschreibung der verstorbenen Person sollte so kurz wie möglich gehalten sein und nur deren signifikante Tätigkeit(en) enthalten.
Neue Namen ggf. auch unter dem Geburts- und Sterbedatum, also etwa unter 1. Januar und im Geburts- und Sterbejahr (2024) eintragen (nur bei entsprechender großer Wichtigkeit). Für Beispiele siehe die schon vorhandenen Artikel.
Außerdem über die fünf zuletzt Verstorbenen, zu denen es einen ausreichend guten Artikel für eine Präsentation auf der Hauptseite gibt, nach der todesbedingten Überarbeitung der Artikel ggf. auch unter Wikipedia Diskussion:Hauptseite informieren und sie am besten auch in den anderen Wikipedia-Sprachversionen eintragen. Tipp: Regelmäßig bei news.google.de nach „ist tot“, „gestorben“ oder „verstorben“ suchen.
Wenn eine Person gestorben ist, gibt es viele Seiten zu dieser Person in der Wikipedia, die davon auch betroffen sind und entsprechend aktualisiert werden müssen. Beispiele: Namenübersichtsseite, Geburtsjahr, Geburtsort-Seiten und viele mehr.
Wie finde ich die betroffenen Seiten?
Im Suchfeld auf der linken Seite gibt man den Suchbegriff so ein: „Vorname Nachname“. Dann klickt man auf Volltext und alle Seiten mit entsprechendem Suchtext werden aufgerufen. Hier sieht man dann schnell, wo auch das Todesjahr Sinn macht oder sogar ein Teil des Artikels angepasst werden muss. Auch hilft das „Werkzeug“ auf der linken Seite sehr gut, um solche Seiten aufzufinden: „Links auf diese Seite“. Somit ist die Wikipedia wieder aktuell in allen Bereichen! Hinweis: bei Eintragung der Kategorie „Gestorben JAHR“ wird der Missbrauchsfilter 49 ausgelöst, was jedoch nicht schlimm ist. Siehe: Spezial:Missbrauchsfilter/49
Dies ist eine Liste von im Jahr 1690 verstorbenen bekannten Persönlichkeiten. Die Einträge erfolgen innerhalb der einzelnen Daten alphabetisch sortiert. Tiere sind im Nekrolog für Tiere zu finden.

## Januar
| Tag        | Name                         | Beruf, bekannt als                                     | Alter | Beleg |
| ---------- | ---------------------------- | ------------------------------------------------------ | ----- | ----- |
| 7. Januar  | Theodorus Rijcke             | niederländischer Historiker und Rhetoriker             | 49    |       |
| 10. Januar | Johann Hackvord              | deutscher evangelischer Theologe                       | 65    |       |
| 14. Januar | Johann Täntzer               | deutscher Jagdschriftsteller                           |       |       |
| 26. Januar | Abraham Delosea              | Schweizer evangelischer Geistlicher und Heimatforscher | 70    |       |
| 20. Januar | Abraham Blooteling           | niederländischer Kupferstecher                         | 49    |       |
| 20. Januar | Johannes Gezelius der Ältere | finnisch-schwedischer Theologe                         | 74    |       |
| 24. Januar | August Heinrich Fasch        | deutscher Mediziner und Botaniker                      | 50    |       |
| 28. Januar | Thomas von Quentel           | deutscher Priester und Offizial                        |       |       |
| 28. Januar | Johann Christian Vollhardt   | deutscher Mediziner und Leibarzt                       |       |       |
| 29. Januar | Carel de Maets               | niederländischer Chemiker                              |       |       |

## Februar
| Tag         | Name                    | Beruf, bekannt als                                         | Alter | Beleg |
| ----------- | ----------------------- | ---------------------------------------------------------- | ----- | ----- |
| 7. Februar  | Johann Andreas Frommann | deutscher Jurist                                           | 63    |       |
| 9. Februar  | Johann Ludwig           | Graf von Nassau-Ottweiler                                  | 64    |       |
| 12. Februar | Charles Le Brun         | französischer Maler und Ornamentenzeichner                 | 70    |       |
| 16. Februar | Benedict Drechsler      | sächsischer Bergverständiger und Chemiker                  | 38    |       |
| 19. Februar | Philipp Jakob Rittler   | römisch-katholischer Priester und ein Komponist des Barock |       |       |
| 19. Februar | Michael Thumb           | Baumeister des Barock                                      |       |       |
| 23. Februar | Johann Jacob Lang       | deutscher evangelischer Geistlicher und Kirchenlieddichter | 43    |       |

## März
| Tag      | Name                 | Beruf, bekannt als                                                                          | Alter | Beleg |
| -------- | -------------------- | ------------------------------------------------------------------------------------------- | ----- | ----- |
| 5. März  | Heinrich Friese      | deutscher Mediziner                                                                         | 59    |       |
| 15. März | Franz Adolph Wilhelm | Domherr in Köln, Paderborn und Straßburg, Graf von Rietberg (1677–1680)                     | 38    |       |
| 17. März | Jan van Mieris       | niederländischer Genre- und Portraitmaler des Barock                                        | 29    |       |
| 21. März | Haubold von Miltitz  | kursächsischer Kanzler, Wirklicher Geheimer Rat, Hofmarschall, Kammerrat und Steuerdirektor | 76    |       |
| 28. März | Emmanuel Tzanes      | kretischer Maler                                                                            |       |       |

## April
| Tag       | Name                           | Beruf, bekannt als                                                             | Alter | Beleg |
| --------- | ------------------------------ | ------------------------------------------------------------------------------ | ----- | ----- |
| 1. April  | Johann Christoph von Freyberg  | Fürstbischof von Augsburg                                                      | 73    |       |
| 15. April | Michael I. Apafi               | Fürst von Siebenbürgen                                                         |       |       |
| 16. April | Gesina ter Borch               | holländische Malerin und Zeichnerin                                            |       |       |
| 17. April | Caspar Ziegler                 | deutscher Jurist und Kirchenlieddichter                                        | 68    |       |
| 18. April | Melchior Heßler                | deutscher Ingenieur und Baumeister                                             |       |       |
| 18. April | Karl V.                        | Herzog von Lothringen                                                          | 47    |       |
| 20. April | Maria Anna Victoria von Bayern | Prinzessin von Bayern                                                          | 29    |       |
| 20. April | Johann Anton von Zieten        | preußischer Offizier, zuletzt Generalmajor und Adeliger, Gouverneur von Minden | 49    |       |
| 21. April | Jacob de Graeff                | Herr von Ilpendam und Purmerland, Schlossherr von Ilpenstein                   | 47    |       |
| 25. April | David Teniers der Jüngere      | flämischer Maler                                                               |       |       |
| 26. April | Hendrik Verschuring            | holländischer Maler                                                            |       |       |

## Mai
| Tag     | Name                     | Beruf, bekannt als                                | Alter | Beleg |
| ------- | ------------------------ | ------------------------------------------------- | ----- | ----- |
| 3. Mai  | Michele Todini           | italienischer Musikinstrumentenbauer und Virtuose | 74    |       |
| 6. Mai  | Philipp Matthäus         | niederländischer Mediziner                        | 49    |       |
| 10. Mai | Martin Christoph Metzger | österreichisch-deutscher Mediziner                | 64    |       |
| 14. Mai | Carlo Cerri              | Bischof und Kardinal                              | 79    |       |
| 15. Mai | Eberhard Werner Happel   | deutscher Romanautor                              | 42    |       |
| 20. Mai | John Eliot               | englischer Prediger und Missionar                 | 85    |       |
| 24. Mai | Johann Jacob Schütz      | deutscher Jurist und Pietist                      | 49    |       |
| 27. Mai | Christoph Helwig senior  | deutscher Mediziner                               | 47    |       |
| 27. Mai | Giovanni Legrenzi        | italienischer Komponist des Barock                |       |       |

## Juni
| Tag      | Name                        | Beruf, bekannt als                                                                                          | Alter | Beleg |
| -------- | --------------------------- | --- | ----- | ----- |
| 4. Juni  | Charles Erskine, 1. Baronet | schottischer Adliger und Politiker                                                                          | 46    |       |
| 5. Juni  | Jeremias Süßner             | deutscher Bildhauer                                                                                         | 36    |       |
| 11. Juni | Johann Ludwig Prasch        | deutscher Schriftsteller                                                                                    |       |       |
| 11. Juni | Heinrich Schomburg          | deutscher lutherischer Theologe                                                                             | 59    |       |
| 12. Juni | François-Joseph Le Mercier  | französischer Jesuit, Missionar in Quebec und Generalsuperior der Missionen in Neufrankreich und Westindien | 85    |       |
| 13. Juni | Georg Schweigger            | deutscher Bildhauer                                                                                         | 77    |       |
| 24. Juni | Jacob Reich                 | deutscher Rhetoriker und Dichter                                                                            | 55    |       |

## Juli
| Tag      | Name                       | Beruf, bekannt als                                     | Alter | Beleg |
| -------- | -------------------------- | ------------------------------------------------------ | ----- | ----- |
| 1. Juli  | Philipp                    | Herzog von Sachsen-Merseburg-Lauchstädt                | 32    |       |
| 8. Juli  | Neil O’Neill               | irischer Adliger und Militär                           |       |       |
| 10. Juli | Domenico Gabrielli         | italienischer Cellist und Komponist des Barock         | 39    |       |
| 11. Juli | Friedrich von Schomberg    | Heerführer, General, Marschall von Frankreich          | 74    |       |
| 14. Juli | Heinrich Meurer            | deutscher Kommunalpolitiker, Bürgermeister von Hamburg | 46    |       |
| 15. Juli | Carlo Antonio Bussi        | Schweizer Freskomaler                                  |       |       |
| 19. Juli | Giovanni Francesco Cassana | italienischer Maler                                    |       |       |
| 21. Juli | Gregorio Carafa            | Großmeister des Malteserordens                         | 75    |       |
| 28. Juli | Tobias Beutel              | Mathematiker und sächsischer Kunstkämmerer             |       |       |

## August
| Tag        | Name                        | Beruf, bekannt als                        | Alter | Beleg |
| ---------- | --------------------------- | ----------------------------------------- | ----- | ----- |
| 3. August  | Gottfried Meisner           | deutscher evangelischer Theologe          | 71    |       |
| 10. August | Johannes Spilberg           | deutsch-niederländischer Hofmaler         | 71    |       |
| 14. August | Johann Georg von Uffeln     | Hamburger General und Stadtkommandant     | 71    |       |
| 16. August | Johann Wilhelm Pottgießer   | deutscher Maler                           |       |       |
| 20. August | Alexander de Bournonville   | französischer Feldmarschall und Vizekönig | 74    |       |
| 25. August | Johann Burg                 | deutscher Mediziner                       | 38    |       |
| 29. August | Eckard Leichner             | deutscher Mediziner und Hochschullehrer   | 78    |       |
| 29. August | Christoph Hartmann Schacher | deutscher Jurist                          | 56    |       |

## September
| Tag           | Name                       | Beruf, bekannt als                                                                              | Alter | Beleg |
| ------------- | -------------------------- | ----------------------------------------------------------------------------------------------- | ----- | ----- |
| 5. September  | Gottfried Welsch           | deutscher Mediziner, Rektor der Universität Leipzig                                             | 71    |       |
| 12. September | Philipp Wilhelm            | Pfalzgraf und Herzog von Pfalz-Neuburg, Herzog von Jülich und Berg sowie Kurfürst von der Pfalz | 74    |       |
| 13. September | Mattias von Hartmannsdorf  | deutscher Jurist und Diplomat in schwedischen Diensten                                          | 49    |       |
| 15. September | Thomas Bartholin           | dänischer Archivar                                                                              | 31    |       |
| 18. September | Paul Heigel                | deutscher Mathematiker und evangelischer Theologe                                               | 50    |       |
| 26. September | Joachim Ernst von Grumbkow | kurfürstlich brandenburgischer General und Kriegsminister                                       | 52    |       |

## Oktober
| Tag         | Name                              | Beruf, bekannt als                                                                     | Alter | Beleg |
| ----------- | --------------------------------- | -------------------------------------------------------------------------------------- | ----- | ----- |
| 3. Oktober  | Robert Barclay                    | schottischer Quäker-Prediger                                                           | 41    |       |
| 7. Oktober  | Henry FitzRoy, 1. Duke of Grafton | illegitimer Sohn des englischen Königs Karl II. und Vize-Admiral der englischen Marine | 27    |       |
| 7. Oktober  | Jacques Savary                    | französischer Kaufmann und Mitbegründer der Handelswissenschaft                        | 68    |       |
| 8. Oktober  | Vitaliano VI. Borromeo            | italienischer Adliger, Diplomat und Gemäldesammler                                     | 70    |       |
| 13. Oktober | Ole Borch                         | dänischer Arzt, Chemiker und Universalgelehrter                                        | 64    |       |
| 15. Oktober | Adam Frans van der Meulen         | flämischer Maler                                                                       |       |       |
| 15. Oktober | Juan de Valdés Leal               | spanischer Maler und Bildhauer                                                         | 68    |       |
| 17. Oktober | Margareta Maria Alacoque          | französische Ordensschwester, Mystikerin und Heilige                                   | 43    |       |
| 18. Oktober | Caspar Heunisch                   | deutscher lutherischer Theologe                                                        | 70    |       |
| 30. Oktober | Hieronymus van Beverningh         | niederländischer Diplomat und Bürgermeister                                            | 76    |       |
| 30. Oktober | Reinhold Bluhm                    | pfälzischer Staatsmann                                                                 | 73    |       |

## November
| Tag          | Name                                        | Beruf, bekannt als                                | Alter | Beleg |
| ------------ | ------------------------------------------- | ------------------------------------------------- | ----- | ----- |
| 1. November  | Johann Jakob Burckhardt                     | Schweizer Politiker                               | 76    |       |
| 3. November  | Jean-Baptiste Colbert, marquis de Seignelay | französischer Minister                            | 39    |       |
| 4. November  | Johann Wilhelm                              | Herzog von Sachsen-Jena                           | 15    |       |
| 11. November | Nikolaus Schomer                            | deutscher Jurist, Syndicus und Ratsherr in Lübeck |       |       |

## Dezember
| Tag          | Name                        | Beruf, bekannt als                                      | Alter | Beleg |
| ------------ | --------------------------- | ------------------------------------------------------- | ----- | ----- |
| 16. Dezember | Luise Elisabeth von Kurland | deutsch-baltische Adlige, Landgräfin von Hessen-Homburg | 44    |       |
| 19. Dezember | Gustav Düben                | schwedischer Hofkapellmeister, Organist und Komponist   |       |       |

## Datum unbekannt
| Tag | Name                                     | Beruf, bekannt als                                                | Alter | Beleg |
| --- | ---------------------------------------- | ----------------------------------------------------------------- | ----- | ----- |
|     | Bonaventura Aliotti                      | italienischer Organist und Komponist des Barock                   |       |       |
|     | William Ball                             | englischer Astronom                                               |       |       |
|     | Abraham van Beijeren                     | holländischer Barock-Maler                                        |       |       |
|     | Johann Christoph Bendl                   | deutscher Bildhauer                                               |       |       |
|     | Georg Friedrich Grimm                    | Buchdrucker in Hannover                                           |       |       |
|     | Theodor Haak                             | gelehrter deutscher Calvinist                                     |       |       |
|     | Isak ben Jehuda Jüdels                   | Wilhermsdorfer Buchdrucker                                        |       |       |
|     | Johann Franz von Kaiserstein             | kaiserlicher Feldzeugmeister und Militärkommandant                | 68    |       |
|     | Kaspar Heinrich von Korff gen. Schmising | Amtsdroste in Iburg und Deputierter der Ravensberger Ritterschaft |       |       |
|     | Michael Meder                            | deutscher Buchdrucker und Verleger                                |       |       |
|     | Joseph de Montclar                       | elsässischer General                                              |       |       |
|     | Henry Perronet                           | Gärtner des Barock in Deutschland                                 |       |       |
|     | Ștefan Petriceicu                        | Fürst der Moldau                                                  |       |       |
|     | Iwan Samojlowytsch                       | Hetman in der linksufrigen Ukraine                                |       |       |
|     | Melchior Steiner                         | Schweizer Kaufmann                                                |       |       |
|     | Edward Tarleton                          | englischer Kaufmann und Bürgermeister von Liverpool               |       |       |
|     | Johann Peter Wachter                     | Architekt und Hofbaumeister des Barock in Deutschland             |       |       |
|     | Anthonie Waterloo                        | niederländischer Maler und Radierer                               |       |       |
|     | Achatius Wolff                           | Handelsmann und Ratsverwandter von Tübingen                       | 44    |       |